# 도네촌
도네촌(일본어: 白沢村)은 일본 군마현 북동에 위치했던 촌이다. 2005년 2월 13일에 시라사와촌과 함께 누마타시에 편입되어 자치 단체로서의 도네촌은 소멸되었다. 도네촌이 있던 지역은 누마타 시 도네정으로 명칭을 고쳐 지역 자치구 「도네정」이 설치되었으나 2010년 3월 31일 폐지되었다. 다만 주소 표기에 있어서의 「도네정」은 존속하고 있다.

## 지리
주위를 스카이산과 게사마루산, 다시로산 등의 산들로 둘러싸여 있으며, 마을 지역의 80% 이상을 산림이 차지한다. 가타시나강을 비롯한 크고 작은 하천들이 흘러 하안단구를 이루고 있으며, 이 하천을 따라 취락이 산재한다.

## 역사
- 1889년 4월 1일 - 정촌제 시행으로 도네군 아즈마촌, 기타세타군 아카기네촌이  탄생하였다.
- 1896년 4월 1일 - 기타세타군이 도네군에 편입되었다.
- 1956년 9월 30일 -아즈마촌, 아카기네촌과 합병해 도네촌이 성립하였다.
- 2005년 2월 13일 - 도네촌이 시라사와촌과 함께 누마타시에 편입되었다.

## 교통

### 도로
- 국도 제120호선

## 참고 문헌
- 角川日本地名大辞典編纂委員会, 『角川日本地名大辞典 10 群馬県』1988, 角川書店